# Лимбек, Жюль
Жюль (Дьюла) Лимбек (венг. Limbeck Gyula; 1904, Надьеньед, Трансильвания, Венгрия (ныне — Аюд, Румыния) — 4 ноября 1952, Будапешт, ВНР) — футболист и тренер венгерского и немецкого происхождения. Художник, архитектор.

## Биография
Обучался в колледже имени Габора Бетлена, иллюстрировал студенческий журнал Haladjunk, играл за команду Nagyenyedi TK.
Сезон 1924/25 чемпионата Венгрии начал на позиции центрфорварда в команде «Тёреквеш», в ноябре перешёл в «Уйпешт». Стал обучаться в Королевском техническом университете имени Иосифа II. Летом 1925 восстанавливался после тяжёлой травмы. Во второй половине 1926 года играл за клуб МТК («Хунгария»). В конце 1926 переехал в Вену, где стал выступать за любительский клуб Amateure-Akademiker. В январе — марте 1928 играл за «Фёрст». Перед сезоном 1928/29 вернулся в МТК, в основном выступая за любительскую команду. В марте — начале мая играл во втором дивизионе за Zala-Kanizsa FC Надьканижа. В межсезонье был на просмотре в ряде клубов. Сезон 1929/30 начал в будапештском клубе второго дивизиона Józsefváros FC. В ноябре провёл три игры в чемпионате за «Кишпешт».
С апреля 1930 года стал тренировать турецкий «Галатасарай» и за два последних тура Стамбульской футбольной лиги поднял команду с третьего места на второе, а в следующем году стал с командой чемпионом.
С ноября 1932 стал играть за французский любительский клуб Rhône Sportif Terreaux (Лион). Летом 1933 стал главным тренером только что получившего профессиональный статус «Лиона», сыграл за команду два матча; был в клубе до середины января 1934 года. Затем играл в товарищеских матчах за клубы Cercle athlétique de Paris, «Сент-Этьенн». В августе на «Рабочем первенстве мира» встречался с руководителями сборной Москвы. Осенью играл в гастролирующей команде венгерских футболистов Football Club Hongrois de Paris. С декабря был играющим тренером команды «Амьен» (1934—1935). Во Франции сменил родное имя Дьюла на Жюль.
В июле 1935 года приехал в СССР, стал играющим тренером КОР/«Казанки». Выведен в рассказе Юрия Нагибина «Почему я не стал футболистом» как играющий тренер «Локомобиля» Жюль Вальдек. В марте 1936 по личной просьбе Серго Орджоникидзе возглавил сборную Запорожья, в конце марта параллельно стал работать в сборной Днепропетровска. Предположительно тренировал днепропетровскую «Сталь» в группе «Г» весеннего первенства СССР 1936. В конце мая приказом Всесоюзного комитета по делам физкультуры и спорта СССР Лимбек был командирован в Тифлис. В июне там и в Абхазии провёл первые в стране курсы футбольных тренеров. Перед осенним первенством возглавил тифлисское «Динамо», с которым дошёл до финала Кубка СССР, организовал детскую футбольную школу. Лимбек, практиковавший властный, жёсткий стиль тренировок, часто вступал в конфликт с непривычными к такому подходу местными футболистами, к тому же часто нарушавшим режим. В конце февраля 1937 по итогам совещания в Грузинском комитете по делам физкультуры и спорта Лимбек был уволен.
В апреле вновь возглавил московский «Локомотив». Вернувшись во Францию, в ноябре 1937 стал футбольным тренером Федерации спорта и гимнастики рабочих организаций парижского региона. В январе — марте 1938 совместно с тренером и теоретиком Давидовичем проводил курсы по подготовке тренеров любительских команд.
В августе 1938 возглавил бельгийский клуб «Юнион» Брюссель и, параллельно, Royal Ukkel Sport. 10 мая 1940 в Бельгию вторглись немецкие войска, и через 18 дней страна капитулировала. Лимбек организовал клуб Deutscher SV, в котором играл в товарищеских матчах. В октябре 1941 на базе физкультурно-спортивного общества Kraft durch Freude — «Сила через радость» — организовал команду Sportgemeinde Brüssels, за которую выступал до 1943 года. 29 сентября 1944 Бельгия была освобождена. На следующий день прошло заседание исполкома КБФА, на котором Лимбеку было отказано быть в будущем членом ассоциации как сочувствовавшему немцам во время оккупации.
Работал в антверпенской студии мультипликационных фильмов Wilfrid Bouchery’s Animated Cartoons Company. В 1947 году вернулся в Венгрию, где стал победителем конкурса проектов народного стадиона «Непштадион», однако строительство было доверено другим архитекторам.
Работал архитектором, художником, оформителем книг, шаржистом.
В 1948 году был тренером в «Вашаше». Работал в венгерской федерации футбола, венгерском союзе тренеров.
Работал и играл, по собственным словам, также в Италии и Германии, по данным венгерских источников — в Швейцарии, Алжире, Греции.
Скончался 4 ноября 1952 года после продолжительной болезни. Похоронен на будапештском кладбище Rákoskeresztúr. Так как его родственники не были найдены, то в 1977 году прах Лимбека был перезахоронен в общей могиле.